# 羅尼·布魯爾
羅尼·布魯爾（英語：Ronnie Brewer，1985年3月20日—），美國职业籃球運動員。

## 大學時期
他大學時代於阿肯色州立大學打球。參加2006年NBA選秀在第1輪14順位被猶他爵士選中。他的父親亦是畢業於阿肯色州大學，曾參加1978年NBA選秀，於第1輪第7順位被波特蘭拓荒者選中，於1978年-1986年曾在NBA打球。
大學時代的布魯爾平均得分18.4分、4.8籃板、3.3助攻、2.6偷波,0.5封阻。三分球51-151及罰球命中率75%。

## 職業生涯

### 猶他爵士 (2006-2010)
於2006年NBA選秀後，很多傳媒認為猶他爵士選中布魯爾是整個選秀最佳的配合。而且巧合地當天布魯爾穿上一件粉籃色的西裝，粉籃色正好是爵士隊隊色之一。於是布魯爾成為選秀會中的焦點。
於他的新秀球季，即2006-07 NBA賽季，布魯爾於季初成為了球隊的先發得分後衛。可惜發揮不出水準。而且球隊中另一名沒太多人有期望的保羅·米爾薩普有意想不到的表現。布魯爾的先發位置被德里克·費舍爾取代。漸漸地布魯爾連後備上陣的機會也減少。整個賽季82場比賽只上陣56場，14場先發，平均得分4.6分、1.3籃板、0.4助攻、0.7抢断,0.1封阻。
於06-07賽季後，爵士隊原正選得分後衛德里克·費舍爾因女兒患病而離隊。球隊的正選位置再次無人擔任，爵士隊曾於自由市場中找尋化但一無所獲。於2007-08 NBA賽季的季前賽，爵士隊教練傑里·斯隆逼於無奈下以布魯爾為正選得分後衛，但布魯爾於7場比賽中皆有雙位數字的得分，表現令人眼前一亮。終於布魯爾成功地由爵士隊的大後備轉為主力正選。上陣時間由12.1分鐘增加至28分鐘。平均得分由4.6上升超過一倍至11.9分，3個籃板（上升1.7個）、1.8助攻（上升1.4個）、1.7抢断（上升1個），0.2封阻。
他在2008年被選中參與NBA全明星週末新秀對抗賽。

### 孟菲斯灰熊 (2010)
2010年2月18日，布魯爾被爵士交易到灰熊，換來一個未來首輪選秀權。布魯爾由於腳筋受傷，在灰熊沒有得到太多機會。

### 芝加哥公牛 (2010-2012)
2010年7月19日，布魯爾簽約公牛。布魯爾成為了公牛後備中的重要一員，該季成為聯盟中防守效率最高的球員之一。
2012年7月10日，公牛拒絕執行布魯爾的球隊選項，布魯爾成為了自由球員。

### 紐約人 (2012-2013)
2012年7月25日，布魯爾與紐約人簽約。
2012年9月7日，紐約人宣佈布魯爾需要進行膝部關節鏡手術，缺席六星期。

### 俄克拉何马城雷霆 (2013)
2013年2月21日，布魯爾被紐約人交易到俄克拉何马城雷霆，換來一個2014年次輪選秀權。在俄克拉何马城雷霆，布魯爾甚少得到上陣機會。

### 休士頓火箭 (2013-2014)
2013年8月28日，布魯爾與火箭簽約。
2014年2月22日，布魯爾遭火箭解約。

### 重返公牛隊 (2014-)
公牛隊已經宣佈簽下搖擺人布魯爾, 直至今季結束。不過合約細節並沒有透露。
Ronnie Brewer身高6呎7吋, 今年是他在NBA的第八個賽季。今季他曾經為火箭上陣過23場比賽, 場均出場6.9分鐘。他在2月22日被火箭裁掉。
Brewer生涯共上陣過501場比場, 場均可以得到7.9分。他亦曾經在2010-12年效力過公牛隊, 當時獲得不錯的上陣機會, 場均上場達23.2分鐘, 貢獻6.5分和3.4個籃板。

## 個人風格
布魯爾是一個出色的外線防守球員。由於小時候曾經受傷，導致他現時的射姿相當怪異。

## 外部連結
- ESPN player profile （页面存档备份，存于）